# Socialistická strana (Nizozemsko)
Socialistische Partij, zkráceně SP (česky Socialistická strana), je levicová politická strana v Nizozemsku. Vznikla v roce 1971 jako maoistická strana s názvem Komunistická strana Nizozemska/Marxistická-leninistická. V roce 1972 přijala současný název. V současnosti se strana označuje za socialistickou a klade ve svém manifestu důraz na zaměstnanost, sociální péči a investice do veřejného školství, bezpečnost a bezplatnou zdravotní péči. Strana se staví proti privatizaci veřejných služeb a je kritická vůči globalizaci. Do sněmovny reprezentantů se strana poprvé dostala ve volbách v roce 1994.